# فسفریل کلرید
فسفریل کلرید (به انگلیسی: Phosphoryl chloride) با فرمول شیمیایی POCl3 یک ترکیب شیمیایی با شناسه پاب‌کم 24813 است. که جرم مولی آن 153.33 g/mol می‌باشد. شکل ظاهری این ترکیب، مایع بی‌رنگ بخار در هوای مرطوب است.